# Nationaal Songfestival 1956
La prima edizione del Nationaal Songfestival si è svolta il 24 aprile 1956 a Hilversum e ha selezionato i rappresentanti dei Paesi Bassi all'Eurovision Song Contest 1956 a Lugano.
La vincitrice è stata Corry Brokken con Voorgoed voorbij.

## Organizzazione
Il concorso è stato trasmesso su NTS con il titolo "Het Eurovisie Song Festival", e in Belgio su NIR. È stato prodotto da Piet de Nuyl jr. e diretto da Ger Lugtenburg. Gli artisti in gara sono stati accompagnati dalla Metropole Orkest sotto la direzione di Dolf van der Linden.
La votazione è avvenuta tramite l'invio di cartoline, che hanno partecipato anche a una lotteria, il cui premio era un viaggio all'Eurovision Song Contest di Lugano. I risultati sono stati annunciati il 5 maggio 1956 in uno spettacolo televisivo tenuto al Teatro Minerva di Heemstede. In totale sono state ricevute 6 694 cartoline.

## Partecipanti
L'emittente NTS ha sollecitato diversi autori di canzoni a inviare le proprie proposte. Tra le proposte inviate, una giuria composta da Hugo de Groot, Harm Smedes e Max Dendermonde ha scelto otto canzoni per la finale nazionale. Corry Brokken, Jetty Paerl e Bert Visser sono stati scelti separatamente da NTS per cantare le canzoni proposte. Due canzoni sono state cantate da Bert Visser, mentre Corry Brokken e Jetty Paerl hanno cantato tre canzoni ciascuna.
| Artista       | Titolo                | Lingua   | Compositori                             |
| ------------- | --------------------- | -------- | --------------------------------------- |
| Bert Visser   | Gina mia              | Olandese | Bert de Vries                           |
| Bert Visser   | Meisje                | Olandese | Will Hartingsveldt, Jurriaan Andriessen |
| Corry Brokken | 't is lente           | Olandese | Alexander Pola, Else van Epen-de Groot  |
| Corry Brokken | Ik zei: ja            | Olandese | Will Hartingsveldt, Jurriaan Andriessen |
| Corry Brokken | Voorgoed voorbij      | Olandese | Jelle de Vries                          |
| Jetty Paerl   | De telefoon           | Olandese | Annie M.G. Schmidt, Cor Lemaire         |
| Jetty Paerl   | De vogels van Holland | Olandese | Annie M.G. Schmidt, Cor Lemaire         |
| Jetty Paerl   | Mei in Parijs         | Olandese | Alexander Pola, Else van Epen-de Groot  |

## Finale
La finale si è tenuta presso gli studi televisivi AVRO a Hilversum il 24 aprile 1956.
Corry Brokken è stata proclamata vincitrice con il brano Voorgoed voorbij. La seconda classificata è stata Jetty Paerl con De vogels van Holland. Entrambi i brani hanno ottenuto il diritto di rappresentare i Paesi Bassi all'Eurovision Song Contest 1956.
| # | Artista       | Titolo                | Punteggio | Posizione |
| - | ------------- | --------------------- | --------- | --------- |
| 1 | Corry Brokken | Ik zei: ja            | 478       | 5         |
| 2 | Jetty Paerl   | De vogels van Holland | 1 530     | 2         |
| 3 | Bert Visser   | Gina mia              | 116       | 7         |
| 4 | Jetty Paerl   | De telefoon           | 438       | 6         |
| 5 | Corry Brokken | Voorgoed voorbij      | 1 854     | 1         |
| 6 | Bert Visser   | Meisje                | 34        | 8         |
| 7 | Corry Brokken | 't is lente           | 1 210     | 3         |
| 8 | Jetty Paerl   | Mei in Parijs         | 1 034     | 4         |